# Gypsophila aretioides
Gypsophila aretioides är en nejlikväxtart som beskrevs av Boiss. Gypsophila aretioides ingår i släktet slöjor, och familjen nejlikväxter. Inga underarter finns listade i Catalogue of Life.

## Bildgalleri

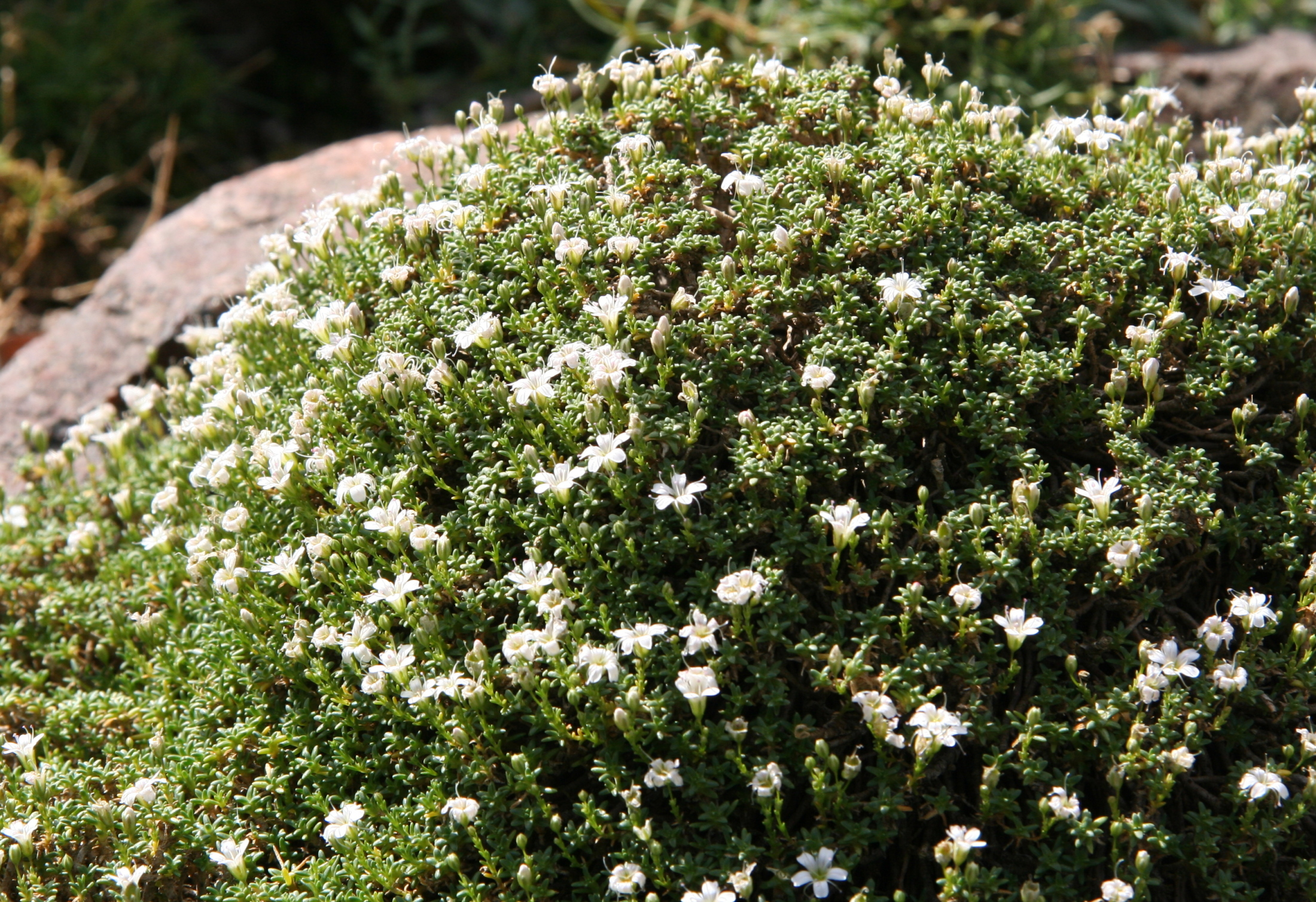
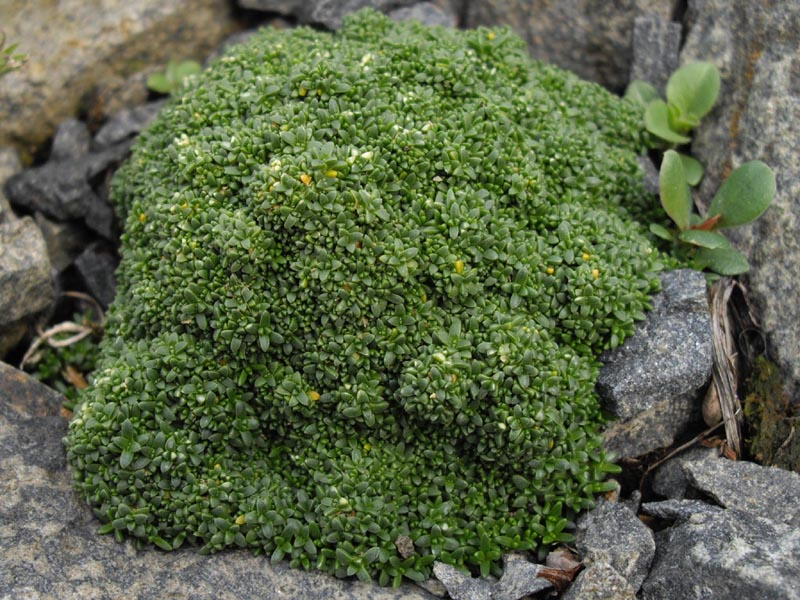
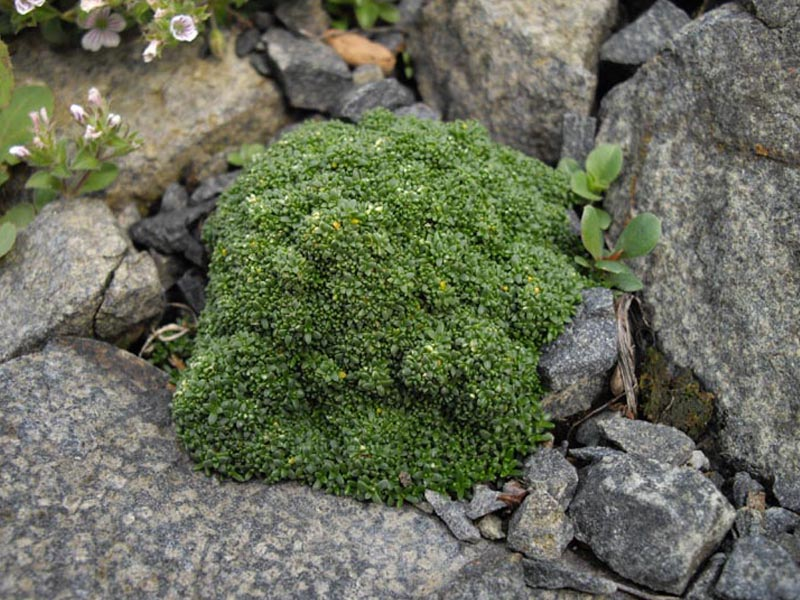
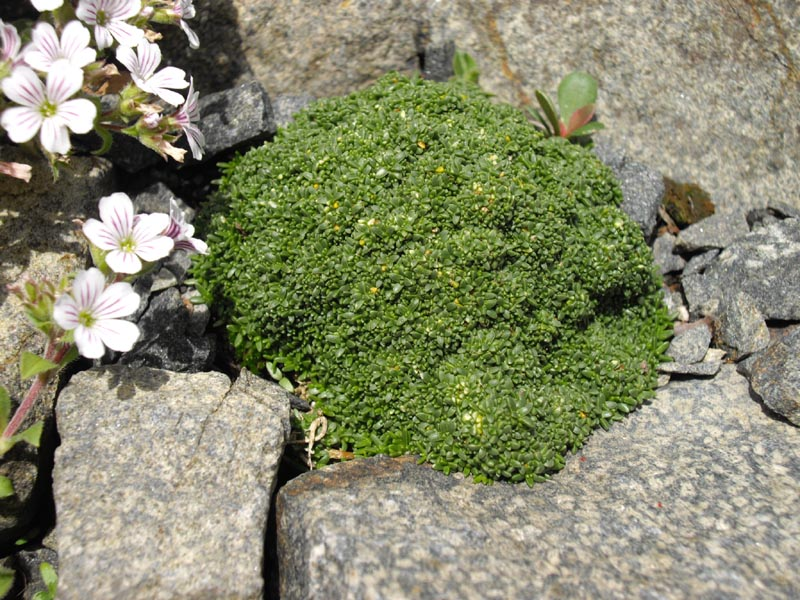
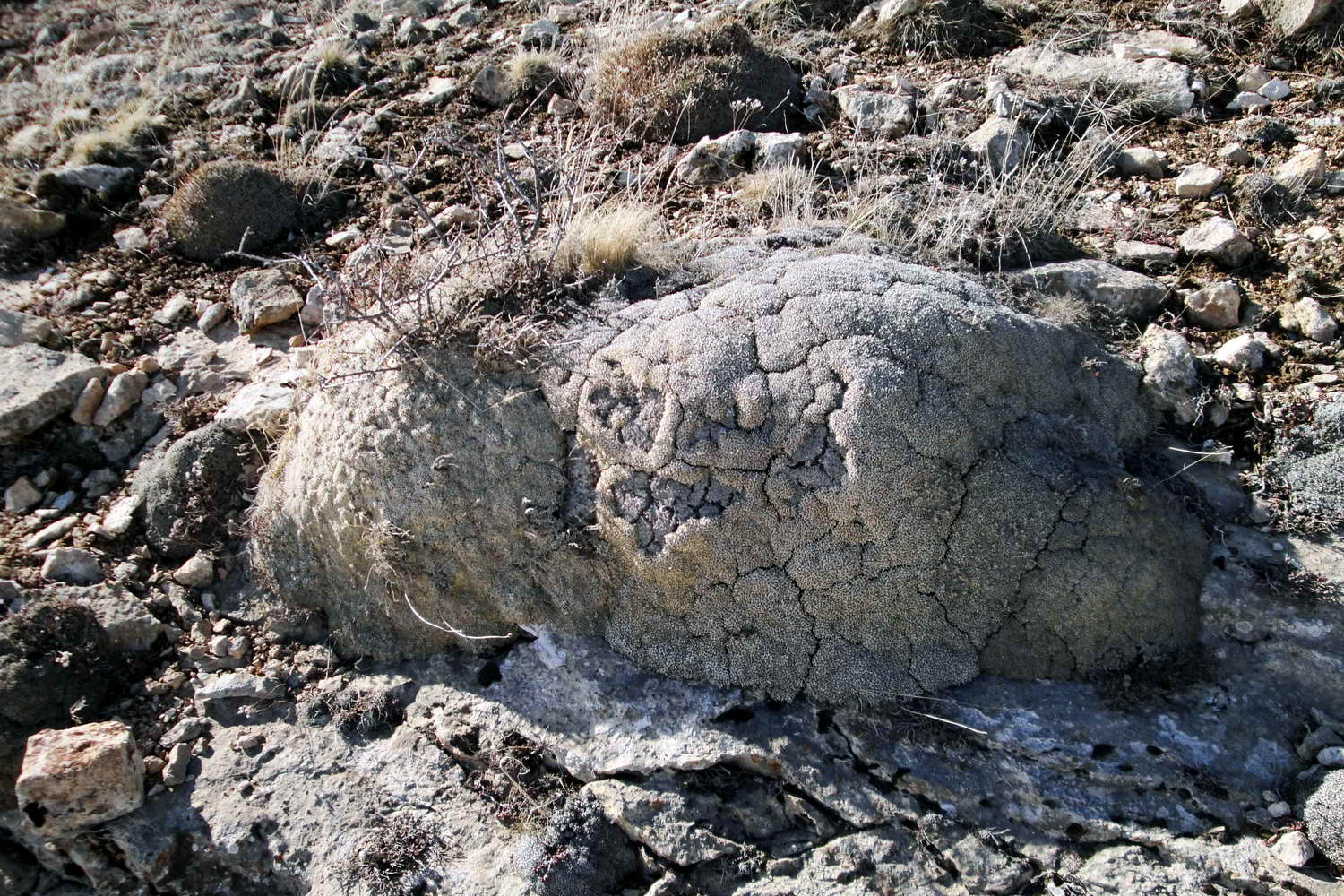